# Alonso Cano

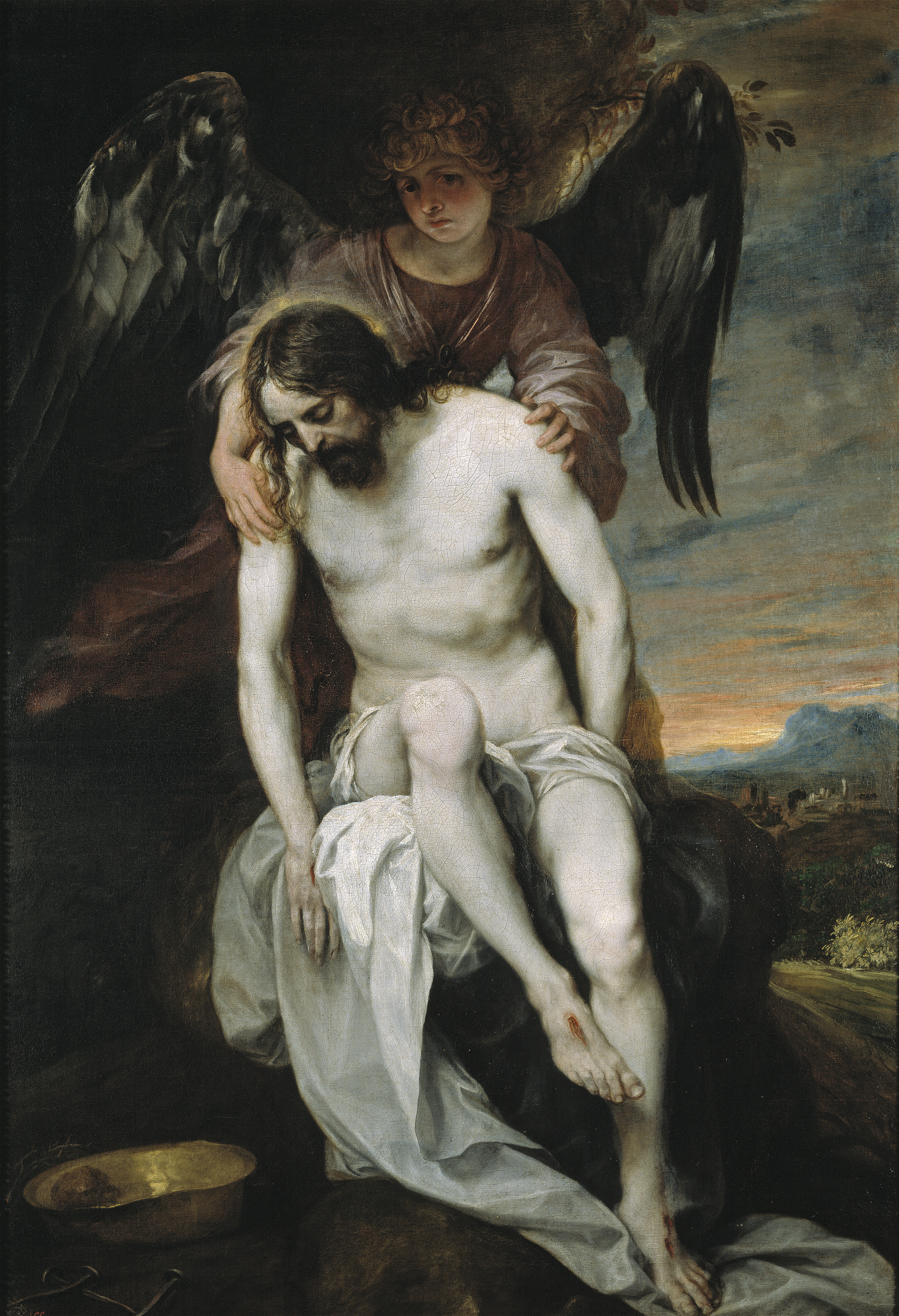
Chrystus podtrzymywany przez anioła (ok. 1645)

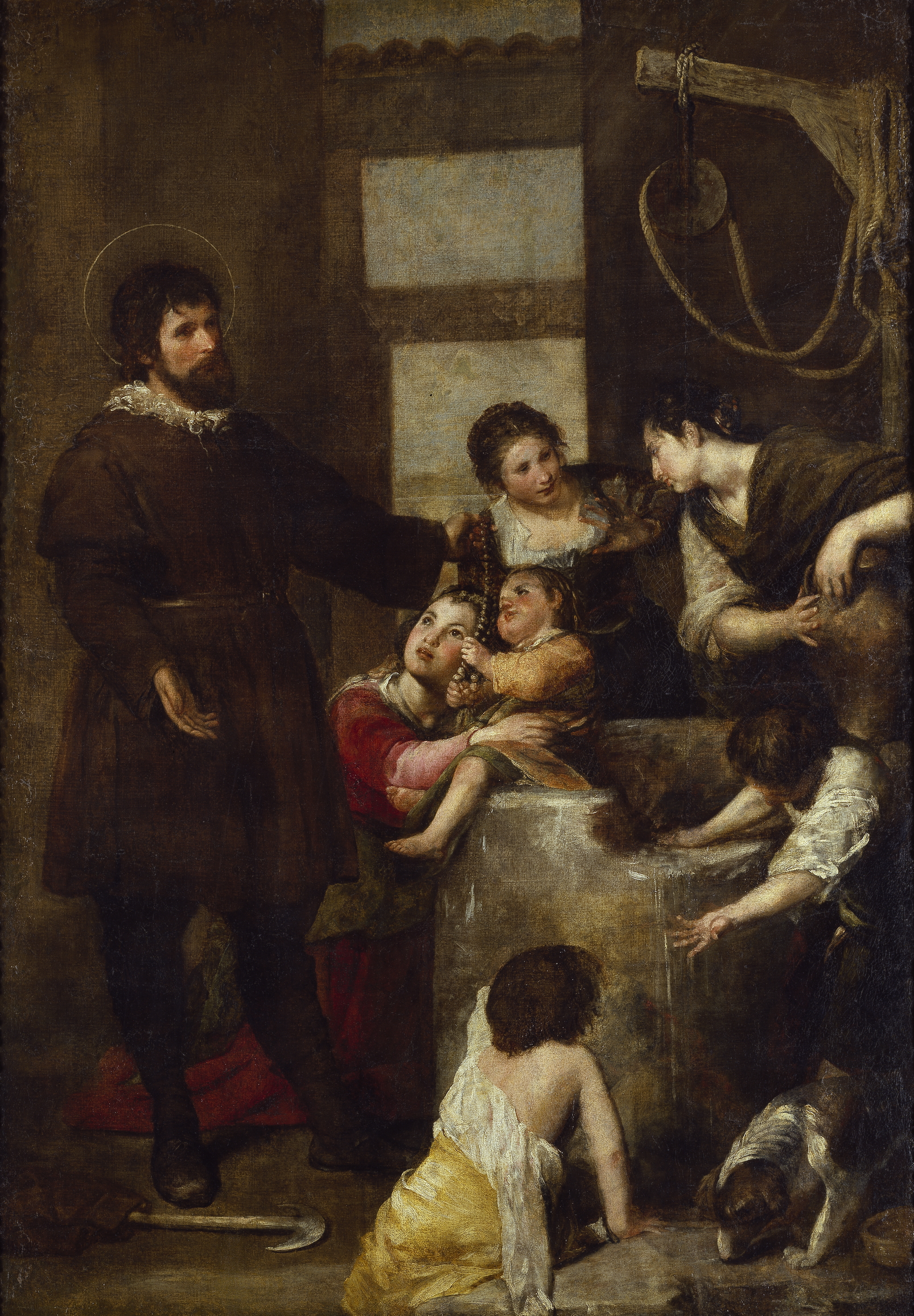
Cud ze studnią św. Izydora (1646–1648)

Alonso Cano (ochrz. 19 lutego 1601 w Grenadzie, zm. 3 września 1667 tamże) – hiszpański rzeźbiarz, malarz, architekt i rysownik okresu baroku, uznawany za jednego z najbardziej wszechstronnych artystów hiszpańskich XVII wieku.
Był uczniem malarza Francisca Pacheco i rzeźbiarza Juana Martíneza Montañésa. W 1614 wyjechał do Sewilli, gdzie w 1626 otrzymał tytuł mistrza. W 1637 przeniósł się do Madrytu, gdzie został nadwornym malarzem króla Filipa IV m.in. jako restaurator obrazów ze zbiorów królewskich. Oskarżony niesłusznie o zabójstwo żony, krótko przebywał w Walencji. W 1652 osiadł w Grenadzie, gdzie przyjął niższe święcenia kapłańskie.
Malował niemal wyłącznie obrazy o tematyce religijnej. Jego twórczość cechuje upodobanie do pięknych form, zimna paleta barw oraz subtelność, czułość, niekiedy słodycz. Jego ulubionym tematem był akt męski (stąd liczne sceny biczowania, ukrzyżowania, zdjęcia z krzyża itp.). W 1664 namalował cykl 7 monumentalnych obrazów do nisz chóru katedry w Grenadzie - Siedem radości z życia Marii. Pozostawał pod wpływem Paola Veronesego i Antoona van Dycka. Zaprojektował fasadę katedry w Grenadzie. Pochowany został w jej krypcie.
Jego uczniami byli rzeźbiarze: Pedro de Mena (1628-1688) i José de Mora (1642-1724).

## Wybrane dzieła
- Święty Franciszek Borgiasz -  1624, 186 x 120 cm, Muzeum Sztuk Pięknych w Sewilli
- Portret duchownego -  1625-30, Hispanic Society, Nowy Jork
- Św. Jan Ewangelista -  1635-37, 54 x 36 cm, Luwr, Paryż
- Wizja św. Jana Ewangelisty -  1636-1637, 83 x 44 cm, Wallace Collection, Londyn
- Zstąpienie do otchłani -  ok. 1640, 169 x 121 cm, County Museum of Art, Los Angeles
- Wizja św. Antoniego Padewskiego -  ok. 1640, 39 x 29,5 cm, Gemaldegalerie, Berlin
- Noli me tangere -  ok. 1640, 141,5 x 109,5 cm, Muzeum Sztuk Pięknych w Budapeszcie
- Ukrzyżowanie -  ok. 1640, 265 x 173 cm, Ermitaż, Sankt Petersburg
- Dwaj królowie hiszpańscy -  1639-1641, 165 x 227 cm, Prado, Madryt
- Chrystus podtrzymywany przez anioła -  ok. 1645, 137 x 100 cm, Prado, Madryt
- Madonna z Dzieciątkiem -  1646, 162 x 107 cm, Prado, Madryt
- Św. Izydor ratujący dziecko, które wpadło do studni (Cud ze studnią św. Izydora) -  1546-48, 216 x 149 cm, Prado, Madryt
- Matka Boska ze śpiącym Dzieciątkiem -  1646-50, 162 x 107 cm, Prado, Madryt
- Św. Jan Ewangelista na Patmos -  1646-1650, 218 x 153 cm, Muzeum Sztuk Pięknych w Budapeszcie
- Wizja św. Antoniego -  1645-1652, 161 x 11 cm, Stara Pinakoteka, Monachium
- Niepokalane Poczęcie  1653-1657, Museo de Bellas Artes, Granada
- Św. Bernard i Maryja -  1656-1660, 267 x 185 cm, Prado, Madryt
- Autoportret -  1645-1660, 58 x 43 cm, Ermitaż, Sankt Petersburg (domniemany)
- Ukrzyżowanie  1650-1660, 241 x 150 cm, Akademia San Fernando, Madryt
- Nawiedzenie  1660, 222 x 175 cm, Muzeum Goi w Castres
- Zwiastowanie -  1660, 220 x 173 cm, Muzeum Goi w Castres
- Św. Hieronim pokutujący -  1660, 177 x 209 cm, Prado, Madryt
- Chrystus i Samarytanka -  165 x 205 cm, Akademia San Fernando
- Król hiszpański -  165 x 125 cm, Prado, Madryt
- Św. Paweł Apostoł -  212 x 111 cm, Galeria Drezdeńska